# Reflectieseismiek

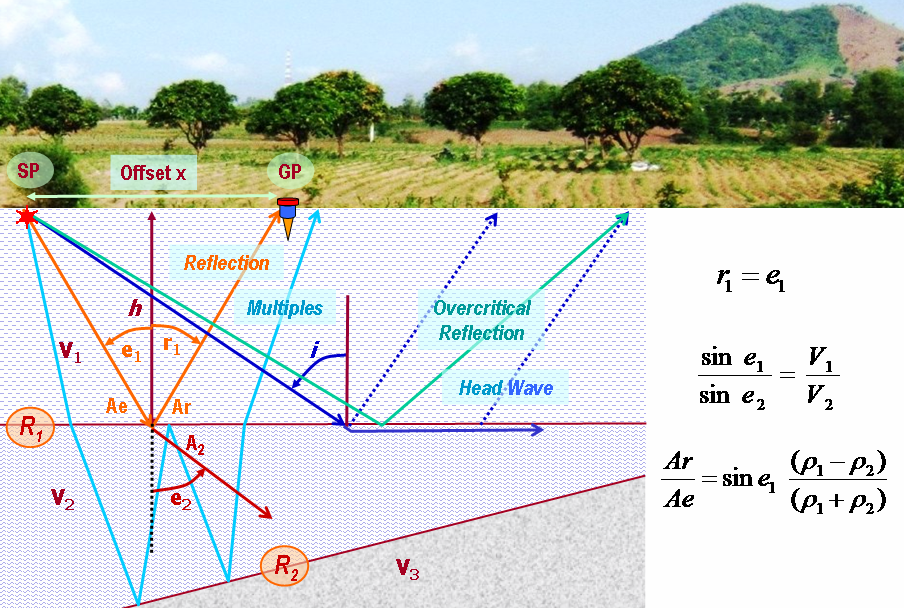
Het principe van reflectieseismiek

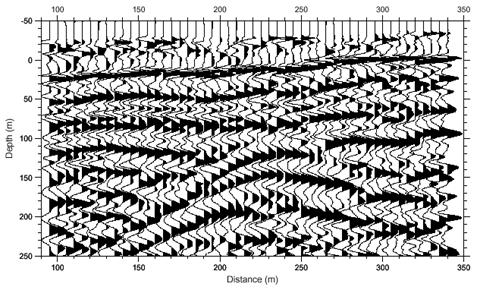
Patroon gemeten door reflectieseismiek

Reflectieseismiek is de studie van seismische golven door middel van seismiek – dus geluidsgolven in vaste stof – die weerkaatsing of anders gezegd reflectie hebben ondergaan.
Dit staat dus in tegenstelling tot refractieseismiek. Wanneer iemand bijvoorbeeld naar aardolie, aardgas of erts zoekt en een springlading tot ontploffing brengt of een seismische vibrator gebruikt om seismische golven op te wekken, dan zal hij voor reflectieseismiek detectoren (geofonen) plaatsen nabij de bron en dan de weerkaatste golven ontleden om zo gegevens te vergaren over de structuren in de ondergrond waartegen de golven weerkaatst zijn.